# Премія Політехнічного університету Каталонії
Премія Політехнічного університету Каталонії (ісп. Premio UPC) — літературна нагорода у галузі наукової фантастики від Політехнічного університету Каталонії. Заснована 1991 року. Премію присуджує журі, яке розглядає подані науково-фантастичні твори, що написані іспанською, каталонською, англійською та французькою мовами.
Існує три категорії:
- Головна премія (ісп. Primer premio);
- Особлива згадка (ісп. Mención especial);
- Згадка Політехнічного університету Каталонії (ісп. Mención UPC, присуджується лише тим, хто подав на розгляд свій твір та є якимось чином пов'язаний з університетом).[2]